# Linfoma plasmoblastico
Il linfoma plasmoblastico è una variante del linfoma non Hodgkin di tipo B a grandi cellule. È caratterizzato dalla presenza di cellule chiamate "cellule plasmoblastiche" con un nucleo ampio, un nucleolo evidente e citoplasma basofilo. Queste cellule producono immunoglobuline con restrizione clonale -Ig con una sola catena leggera- e prendono il nome di plasmoblastiche proprio da questa loro capacità. Nel 60-75% dei casi riportati è stato associato a infezione da virus di Epstein-Barr (EBV+).
Pur essendo una variante del linfoma non Hodgkin di tipo B a grandi cellule il linfoma plasmablastico ha una prognosi peggiore; questo è dovuto alla scarsa risposta alla terapia con rituximab, un anticorpo di sintesi monoclonale che riconosce il CD20 dei linfociti B, poiché in questo caso le cellule tumorali esprimono il CD79a. Si possono somministrare però immunoglobuline chimeriche (muriniche ed umane) contro il cd79a delle cellule plasmoblastiche.